# Варлаам Компаневич
Варлаам Компаневич ЧСВВ (1777, містечко Дермань, Волинь (нині село Здолбунівський район, Рівненська область, Україна — 18 листопада 1858, Крехів, нині Жовківський район, Львівська область) — український священник, чернець-василіянин, учений (історик-краєзнавець), бібліофіл.

## Життєпис
Вже в домі батьків добре вивчив французьку мову, також зацікавився музикою, літературою. Стаціонарно навчався у школі при монастирі василіян у Кристинополі, пізніше Замостській колеґії. У 1802 році висвячений на священника. Працював учителем Бучацької василіянської гімназії (викладав основи християнської віри). Після цього став ігуменом Кристинопільського монастиря. З 1822-го до 1842 року був генеральним прокуратором василіянських монастирів у Галичині. Був ігуменом Крехівського монастиря (ймовірно, з 1836 року), пробувши на посаді до 1848 року.
Автор праць з історії василіянських монастирів Галичини. Зокрема, склав зведені літописи львівських монастирів, брав участь у перекладі «Хроніки міста Львова» Юзефа Бартоломея Зиморовича (1835), автор статей у пресі про старовинні пам'ятки Галичини.
Помер у Крехівському монастирі 18 листопада 1858 р. на 81-му році життя.